# محمد خالد
محمد خالد (انگلیسی: Muhammad Khalid؛ زادهٔ ۱۸ مارس ۱۹۷۳) بازیکن هاکی روی چمن اهل پاکستان است.